# Radialeni

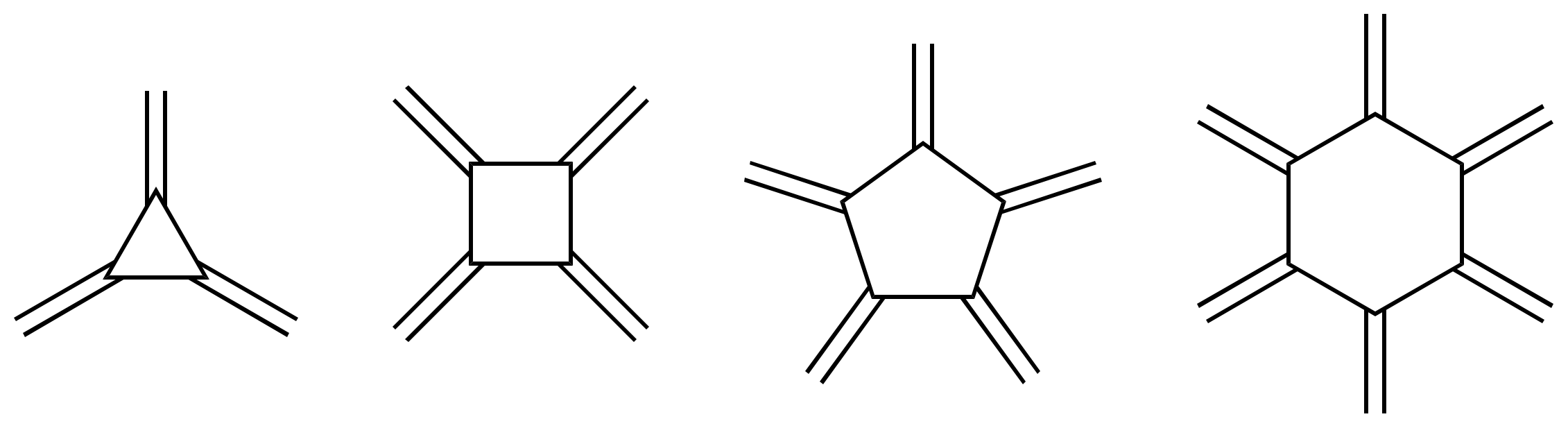
Struttura dei più semplici radialeni capostipiti. Da sinistra a destra: [3]radialene, [4]radialene, [5]radialene e [6]radialene.

I radialeni o [n]radialeni sono composti organici aliciclici a n termini (n ≥ 3) che inoltre contengono altrettanti doppi legami esociclici, i quali si trovano quindi tra loro in coniugazione incrociata.
I doppi legami esociclici sono generalmente realizzati con gruppi metilidene (=CH2), eventualmente a loro volta sostituiti, ma sono considerati radialeni anche quelli contenenti un atomo di ossigeno esociclico (=O), isoelettronico al metilidene, legato con doppio legame a un carbonio dell'anello a formare un carbonile.
I radialeni sono correlati ai dendraleni (analoghi ma a catena aperta) e anche a composti come butadiene e benzene che contengono atomi di carbonio consecutivi ibridati sp2.
I radialeni sono studiati per le loro proprietà e reattività insolite, ma sinora non hanno trovato applicazione al di fuori dei laboratori di ricerca. Sono proposti come elementi costitutivi sperimentali per nuovi conduttori organici, ferromagneti, materiali ottici.
Il primo radialene ad essere sintetizzato, nel 1961, è stato un [6]radialene, l'esaetilidencicloesano, costituito da un anello a sei termini nel quale i sei gruppi esociclici sono etilideni, CH3CH=.

## Sintesi e proprietà
I radialeni capostipiti sono composti sensibili all'aria e molto reattivi, ma si conoscono loro derivati di stabilità maggiore.

### [3]Radialeni
Il [3]radialene o trimetileneciclopropano fu sintetizzato nel 1965. Se ne conoscono anche svariati derivati, tra i quali trichinociclopropani, esakis(trimetilsilil)[3]radialene, e fosfa[3]radialeni.

### [4]Radialeni
Il [4]radialene fu ottenuto dal cis,trans,cis-tetra(bromometil)ciclobutano con una reazione di eliminazione per azione del metossido di sodio in etanolo. Tenuto all'aria a temperatura ambiente, il composto addiziona ossigeno e polimerizza. Per idrogenazione si ottiene cis,cis,cis-tetrametilciclobutano, in accordo con la struttura proposta.

### [5]Radialeni
Il [5]radialene è risultato un composto particolarmente elusivo e instabile. Fu ottenuto solo nel 2015, tramite decomplessazione a bassa temperatura di un composto metallorganico stabile.

### [6]Radialeni
Il [6]radialene è instabile e tende a polimerizzare facilmente. È stato ottenuto a partire dal 1,5,9-ciclododecatriino o dal 2,4,6-tris(clorometil)mesitilene. Vari derivati del capostipite [6]radialene sono stabili; alcuni esempi sono i derivati esametilati, dodecametilati e esabromo sostituiti.
È stato descritto anche un radialene con tre sostituenti alcossido; l'anello centrale non è planare, ma adotta una conformazione twist. 
In altri [6]radialeni contenenti unità tiofene o selenofene si è invece osservato un anello centrale planare, ma totalmente non aromatico.

## Usi
Le ricerche sui radialeni hanno esplorato la possibilità di utilizzarli nella sintesi di molecole policicliche complesse e di specie polimeriche.